# Rosenell Baud
 Rosenell Baud (* 1942 in Kanton Waadt, Schweiz) ist eine schweizerisch-kolumbianische Malerin, Zeichnerin und Lehrerin.

## Leben
Rosenell studierte von 1958 bis 1963 Bildende Kunst an der École des Beaux-Arts und Arts Appliques in Lausanne. Während einer Reise nach Paris lernte sie eine Anthropologin kennen, mit der sie als deren persönliche Assistentin nach Lateinamerika zog. Sie lebt seit 1968 in Bogotá, wo sie 1968 ihr Studium als Master of Fine Arts an der Nationalen Universität von Kolumbien in Bogotá abschloss. Sie war Professorin an der Universidad del Rosario und Lehrerin in der Gravurwerkstatt für Metall, Atena Galería de Arte in Bogotá. Von 1979 bis 1995 war sie Lehrbeauftragte an der Fakultät für Architektur der Universidad De La Salle (Bogotá). Sie hielt Workshops am Bogotá Museum of Modern Art und gründete 1990 das Atelier Rosenell Baud in Bogotá, wo sie Künstler unterrichtet und in ihren Arbeitsprozessen begleitet.

## Einzelausstellungen (Auswahl)
- 1970:  Galería Colombo – Italiana, Bogotá
- 1973: Galería Escala, Bogotá.
- 1979: Galería Arte Final, Bogotá
- 1990: Banco de Bogotá, Comité Cultural, Bogotá
- 1985: Galería Taller 5, Bogotá
- 1997: Galería Eduardo Villate, Bogotá
- 1998: Galería Clinique de la Source, Lausanne, Le Vaud, Schweiz
- 1998: Galería Au Tirage, Apples, Vaud, Schweiz
- 2005: Galería La Pared, Bogotá
- 2013: Museion – Corferias, Bogotá
- 2014: Casa del Libro Total, Bucaramanga, Kolumbien